# الیسئو ریورو
الیسئو ریورو (اسپانیایی: Eliseo Rivero‎؛ زادهٔ ۲۷ دسامبر ۱۹۵۷) بازیکن فوتبال اهل اروگوئه بود.
از باشگاه‌هایی که در آن بازی کرده‌است می‌توان به باشگاه فوتبال دانوبیو، باشگاه ورزشی دفنسور، و باشگاه فوتبال پنیارول اشاره کرد.
وی همچنین در تیم ملی فوتبال اروگوئه بازی کرده‌است.